# UAZ Racing 4x4
UAZ Racing 4x4 (Полный привод: УАЗ 4x4) es un videojuego de carreras todoterreno desarrollado por Avalon Style Entertainment y publicado por 1C Company para Microsoft Windows. Fue lanzado el 10 de noviembre de 2006.

## Jugabilidad
El juego es un simulador deportivo para conducir un vehículo todoterreno en terrenos difíciles. Cuenta con una física arcade bastante simple, que casi no refleja el comportamiento real del automóvil. Por ejemplo, la reducción de marcha es la única forma de superar obstáculos que no se pueden pasar en modo normal y que tienen una posición estricta y conocida en la pista (en forma de una zona determinada). En términos generales, si el automóvil entró en esa zona y se levantó (y definitivamente se levantará), entonces debe presionar el botón (cambio descendente) y el automóvil se pondrá en marcha.
Solo se presenta una marca de automóvil: UAZ, que determina el nombre del juego. Los modelos de autos en el juego, así como sus nombres, corresponden a los reales.
Modelo de daños al automóvil implementado. El dinero para las reparaciones se puede ganar en las carreras. Además, se gasta dinero en la instalación de equipos adicionales y mejoras: mejorar el motor, la transmisión, instalar marcos protectores, cabrestantes y más. Los principales tipos de competiciones todoterreno se implementan en el juego: prueba, raid de trofeos, orientación, carrera todoterreno.
Todas las competiciones de campeonato se llevan a cabo en lugares, entornos y condiciones climáticas que reflejan las regiones reales de Rusia: Banda media, Baikal, Carelia, Kamchatka, Taiga.

## Vehículos
Estándar:
- UAZ-2206
- UAZ "Cazador"
- UAZ "Patriota"
- UAZ "Patriot Pickup"

Prima:
- Prototipo UAZ
- Prototipo UAZ 2
- UAZ-469 "Milicia de la URSS"
- UAZ-2206 "Ambulancia"

## Complemento
A finales de 2006, se desarrolló una adición al juego que se denominó "Ural call".

### Características adicionales
- Nueva región difícil "Montañas Urales";
- Vehículos nuevos: UAZ-3303 Tadpole, UAZ-31514 Commander y UAZ-469 Goat;
- Cabina virtual, regulador de presión de neumáticos, simulación de pedal de embrague;
- Winch es el arma absoluta en la lucha contra todoterreno.

## Secuela
En 2007 se lanzó el juego 4x4 Hummer.